# 삼척시·삼척군
삼척시·삼척군은 대한민국의 옛 국회의원 선거구이다. 당시 강원도 삼척시, 삼척군 지역을 관할했다.

## 역사
제13대 국회의원 선거를 앞두고 동해시·태백시·삼척군 선거구에서 분리되면서 신설되었다.
1995년 1월, 삼척시와 삼척군이 통합되면서 통합 삼척시가 신설되었다. 이에 제15대 국회의원 선거를 앞두고 삼척시·삼척군 선거구가 삼척시 선거구로 개편되었다.

## 역대 국회의원
| 선거   | 정당 | 정당       | 의원   |
| ------ | ---- | ---------- | ------ |
| 1988년 |      | 통일민주당 | 김일동 |
| 1992년 |      | 무소속     | 김정남 |

## 역대 선거 결과

### 대한민국 제13대 국회의원 선거
|  | 51.28% |

|  | 46.49% |

|  | 2.22% |

### 대한민국 제14대 국회의원 선거
|  | 38.04% |

|  | 33.75% |

|  | 11.20% |

|  | 10.76% |

|  | 4.95% |

|  | 1.28% |